# Кров (фільм, 1990)
«Кров» (інша назва: «Електричний шок») — радянський художній фільм 1990 року, знятий режисером Суреном Бабаяном на кіностудії «Вірменфільм».

## Сюжет
За повістю В. Григоряна «Закрита кімната». У центрі фільму — образ молодого героя, якому за драматичним збігом обставин випала нагода ніби заново прожити своє життя.

## У ролях
- Андрій Подош'ян — Гайк
- Галя Новенц — Маріам
- Верджалуйс Міріджанян — Верджалуйс
- Ваган Арцрунян — Карлен
- Ірина Кулевська — Софія
- Іветта Бабурян — роль другого плану
- Рудольф Гевондян — роль другого плану
- Карен Джанібекян — роль другого плану
- Давид Сафарян — роль другого плану
- Армен Мінасян — роль другого плану
- Георгій Ванян — епізод
- Михайло Довлатян — епізод
- Валерій Балаян — епізод
- Сергій Мікаелян — епізод
- Лейла Хачатурян — епізод
- Армен Айвазян — епізод
- Михайло Арутюнян — епізод
- Сурен Бабаян — епізод

## Знімальна група
- Режисер — Сурен Бабаян
- Сценаристи — Сурен Бабаян, Георгій Ніколаєв
- Оператор — Гайк Кіракосян
- Композитор — Юрій Арутюнян
- Художник — Вардан Седракян